# Myrcia glazioviana
Myrcia glazioviana är en myrtenväxtart som beskrevs av Hjalmar Frederik Christian Kiaerskov. Myrcia glazioviana ingår i släktet Myrcia och familjen myrtenväxter. Inga underarter finns listade i Catalogue of Life.